# Orai

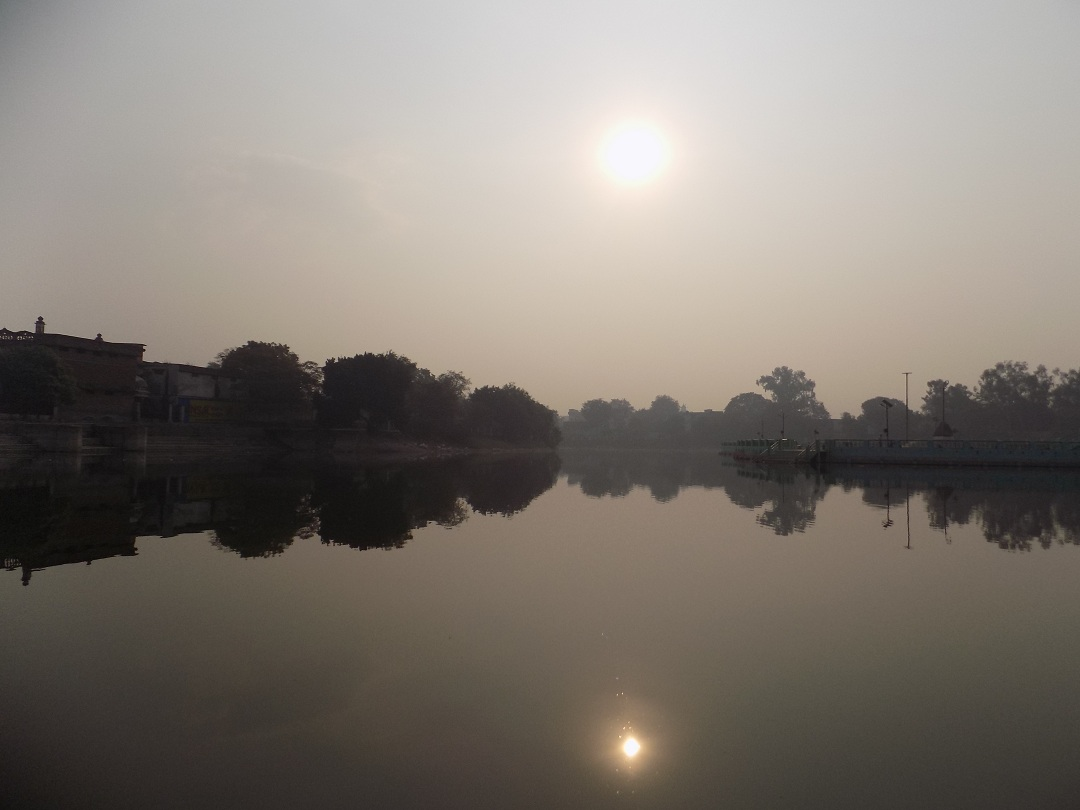

Orai es una ciudad y municipio situado en el distrito de Jalaun en el estado de Uttar Pradesh (India). Su población es de 187137 habitantes (2011).

## Demografía
Según el censo de 2011 la población de Konch era de 187137 habitantes, de los cuales 99426 eran hombres y 87711 eran mujeres. Orai tiene una tasa media de alfabetización del 81,80%, superior a la media estatal del 67,68%: la alfabetización masculina es del 87,92%, y la alfabetización femenina del 74,90%.